# Procamelus
Procamelus is een geslacht van uitgestorven kameelachtige zoogdieren, dat voorkwam van het Laat-Mioceen tot het Vroeg-Plioceen.

## Beschrijving
Dit anderhalve meter lange kameelachtige dier had een erg lange schedel met een vrij kleine hersenholte. De bovenkaak was bezet met een paar kleine snijtanden. Omdat de kaak vrij lang was, stonden de voortanden (een paar snij- en hoektanden en het eerste paar valse kiezen) tamelijk ver uiteen. De hoogkronige, wortelloze kiezen waren uitermate geschikt voor het verwerken van taai plantenweefsel. De middelvoets- /middelhandsbeentjes van de poten waren verlengd en vergroeid tot een zogenaamd kanonsbeen. De tenen aan de lange en dunne schenen konden worden gespreid, hetgeen het vermoeden versterkt, dat het dier op eeltkussens liep, zodat het gewicht gelijkmatig verdeeld werd, hetgeen een gunstige uitwerking had op het lichaam tijdens het lopen op een zachte ondergrond.

## Leefwijze
Het voedsel van dit dier bestond uit taai plantenweefsel, dat het met zijn tanden kapot scheurde.

## Vondsten
Resten van dit dier werden gevonden in Noord-Amerika (Colorado).